# Amerika
Amerika je souvislá pevnina na Zemi, která se skládá ze tří patrných částí – Severní Ameriky, Střední Ameriky a Jižní Ameriky. Severní a Jižní Amerika jsou považovány za dva samostatné kontinenty,[zdroj?] zatímco Střední Amerika je považována za součást kontinentu Severní Ameriky. Z geomorfologického hlediska je Amerika jako celek souvislou pevninskou masou, která se nachází na třech litosférických deskách – Severoamerické, Karibské (Středoamerické) a Jihoamerické. Celé území Ameriky leží na západní polokouli a zároveň na jižní i severní zemské polokouli. Tradičním datem objevení Ameriky Evropany je rok 1492, kdy k břehům tohoto světadílu pod španělskými vlajkami přirazila flotila vedená Kryštofem Kolumbem. Z Evropy však s velkou pravděpodobností vstoupil na americkou půdu jako první Viking Leif Erikson kolem roku 1000.
Z fyzicko-geografického hlediska se rozlišuje Severní, Střední a Jižní Amerika, které od sebe dělí Tehuantepecká, resp. Panamská šíje. Západní pobřeží Ameriky omývá Tichý oceán, východní Atlantský oceán, na severu světadíl zasahuje též do Severního ledového oceánu. Amerika pokrývá 8,3 % povrchu Země (28,4 % pevniny, 42,5 milionů km²) a žije v ní okolo 13 % lidské populace (1002 milionů).

## Název
Po objevení Ameriky Kolumbem se nově nalezenému světadílu začalo říkat Nový svět. Dnešní název je odvozen od jména italského obchodníka a mořeplavce Ameriga Vespucciho, který mezi lety 1499 a 1502 podnikl dvě plavby podél východního pobřeží Jižní Ameriky. Německý kartograf Martin Waldseemüller vydal roku 1507 mapu světa, v níž nově objevený kontinent (Jižní Ameriku) nazval podle Vespucciho křestního jména – America (Severní Ameriku Waldseemüllerova mapa označuje jako Parias). Tento akt vyvolal protesty veřejnosti, že se Vespucci snaží uzurpovat Kolumbovi jeho prvenství. Vespucci však – jak se později ukázalo z dobové korespondence – označení Amerika nijak neprosazoval. Totéž označení pro Severní Ameriku se vyskytuje prvně až na mapě (Gerhard Mercator) roku 1538.

## Dějiny

Kryštof Kolumbus na obraze Sebastiana del Piomba (16. století)

Amerigo Vespucci probouzí „Ameriku“ na Stradanově rytině (cca 1638)

Dějiny Ameriky začínají s příchodem prvních obyvatel z Asie, resp. možná i Oceánie, který se odehrál v několika vlnách. Kdy na půdě kontinentu stanuli první lidé, je ovšem předmětem sporů. Prakticky všichni akceptují existenci migrační vlny předků dnešních Indiánů probíhající okolo 13 500 let př. n. l., avšak někteří vědci se domnívají, že nebyla první.
Za pravděpodobně prvního evropského objevitele Ameriky se považuje norský viking Leifr Eiríksson, který tak měl učinit kolem roku 1000. Italové americkou půdu znali patrně již ve 14. století pod názvem Markland či Marckalada.
Roku 1492 přistál u břehů Ameriky italský mořeplavec Kryštof Kolumbus (Cristóbal Colón). Krátce poté španělští conquistadoři (dobyvatelé) Hernán Cortés a Francisco Pizarro vyvrátili říše Aztéků a Inků, jejichž území pak připadlo Španělsku. Španělé ustanovili na svých územích 4 místokrálovství, nikdy se jim však nepodařilo dobýt území Mapučů a dalších indiánských kmenů, jež obývaly část nynějšího středního Chile a oblasti ležící dál na jih. Jižní Amerika byla roku 1494 podle smlouvy z Tordesillas rozdělena na španělskou a portugalskou část. Portugalcům připadla dnešní Brazílie, tehdy však ve značně menším měřítku. Kolem roku 1650 začala kolonizace východního pobřeží Severní Ameriky. To záhy vedlo k dlouhému konfliktu mezi Brity a Francouzi.
Sedmiletá válka (1754–1763) zasáhla i území Severní Ameriky, kde se nazývala francouzsko-indiánská válka. Na americkém kontinentě se v ní střetly Francie a Spojené království, obě podporované indiánskými spojenci. Jejím výsledkem bylo obsazení Nové Francie britskými jednotkami.
Prvním územím, které získalo nezávislost, byly Spojené státy americké roku 1783. Počínaje rokem 1791 pak vypukala osvobozenecká hnutí i v dalších zemích.
Země, jež získaly nezávislost do roku 1826, byly:
Chile, Argentina, Paraguay, Uruguay, Bolívie, Brazílie, Peru, Spojené provincie Nové Granady (Kolumbie, Venezuela, Ekvádor, Panama, Trinidad a Tobago), Spojené provincie Střední Ameriky (Guatemala, Salvador, Honduras, Nikaragua, Kostarika) a Mexiko.
Expanze USA na západ vyvolala sérii konfliktů mezi osadníky a Indiány. Indiáni byli nakonec zatlačeni do rezervací. Roku 1861 se rozhořela Americká občanská válka, která byla vyvolána odlišným názorem na otroctví a především míru vlivu federální vlády. Skončila roku 1865 vítězstvím odpůrců otroctví.
Na počátku 20. století se USA z poměrně zaostalé země velmi rychle transformovaly ve světovou velmoc. Z první války dokázaly vytěžit velký ekonomický profit a po pádu britské libry jako světové měny převzal dolar její místo. Do druhé války tak USA vstupovala jako velmoc, která sehrála jednu z klíčových rolí.
Na konci 20. století po pádu Sovětského Svazu se pak staly vůdčí supervelmocí. Momentálně jsou největší vojenskou silou světa.
Jižní a Střední Amerika prodělaly několik pohraničních konfliktů a staly se bojištěm studené války (viz kubánská krize). Dále se zvyšuje propast mezi chudými a bohatými. Roku 2002 vyhlásila Argentina státní bankrot.

## Geografie

### Rozsah
Nejsevernější bod Ameriky je Kaffeklubben Island, který je také nejsevernější bod na pevnině Země. Nejjižnější body jsou ostrovy Southern Thule, i když jsou někdy považovány za část Antarktidy. Nejvýchodnější bod je Nordostrundingen a nejzápadnější bod je ostrov Attu.

### Poloha
Amerika leží na západní polokouli, je protažena poledníkovým směrem od severu k jihu přes obě polokoule a na jihu se směrem od severu k jihu zužuje. Její maximální délka činí 14 500 km, šířka 5 950 km. Na severu je Amerika obklopena Severním ledovým oceánem, na východě Atlantským oceánem a na západě Tichým oceánem. K jiným světadílům se přibližuje: k Asii nejtěsněji (75 km) v Beringově úžině, k Evropě má nejblíže přes Grónsko směrem k Islandu, k Antarktidě se přibližuje řadou souostroví mezi Ohňovou zemí a Antarktickým poloostrovem.

### Topografie
Nejvyšší hora Jižní Ameriky a celého světadílu je Aconcagua (6961 m n. m.). V Severní Americe je pak nejvyšší hora Denali, dříve Mount McKinley (6190 m n. m.). Západní část Ameriky zabírají Kordillery, západní částí Jižní Ameriky se táhnou Andy a v západní částí Severní Ameriky se rozléhají Skalnaté hory. 2300 km dlouhé Appalačské pohoří se táhne na východním pobřeží Severní Ameriky od Alabamy k Newfoundlandu. Severně od Apalačského pohoří, na východním pobřeží Kanady, leží Arktické Kordillery. V Kaskádovém pohoří, které se také nachází v Kordillerách je známý stratovulkán Mount Saint Helena (2549 m n. m.)

### Hydrologie
Amerika má mnoho řek s velkým povodím. Největší povodí má a zároveň nejdelší řekou v Americe je řeka Amazonka, která má také největší průtok z řek na Zemi. Pramení v Andách. Největší povodí v Severní Americe a druhé největší na světě má řeka Mississippi. Druhé největší povodí v Jižní Americe, okolo 2,5 mil. km², má řeka Paraná. V Jižní Americe ve Venezuele se nachází Angelův vodopád – druhý nejvyšší vodopád na světě. Nejznámější jezera jsou kanadsko-americká: Hořejší, Huronské, Michiganské, Erijské a Ontario. Nejvýše položené jezero na světě je Titicaca, leží v nadmořské výšce 3812 m.

### Podnebí
Vzhledem k protáhlému tvaru kontinentu od severu k jihu jsou v Americe zastoupena všechna podnebná pásma. Nejsevernější území zasahuje do pásu arktického (polárního). Na něj navazuje subarktický pás. Největší část Severní Ameriky leží v pásu mírném, jih potom v subtropickém. Nejjižnější oblasti zasahují nepatrně do pásma tropického. V tropickém pásmu leží celá Střední Amerika a značná část Ameriky Jižní. Zhruba od obratníku Kozoroha po 40° j.š. se nachází opět pásmo subtropické, na něj navazuje mírné (Patagonie) a nejjižnější části Patagonie a Ohňová země jsou již v pásmu subarktickém, kde je podnebí drsné a studené (proniká sem vliv Antarktidy).

## Demografie

### Populace
Celková populace Ameriky je 1 001 500 000 lidí a je rozdělena následovně:
- Severní Amerika: V roce 2001 495 milionů obyvatel a v roce 2018 579 milionů obyvatel (zahrnuje Střední Ameriku a Havaj)
- Jižní Amerika: V roce 2001 352 milionů obyvatel a v roce 2018 422,5 milionů obyvatel

### Etnologie
Populace Ameriky se skládá z potomků osmi velkých etnik a jejich kombinováním.
- Indiáni, např. Inuité a Aleuté.
- Lidé s evropským původem, hlavně Španělé, Britové, Irové, Italové, Portugalci, Francouzi, Poláci, Němci, Nizozemci a Dáni.
- Mestici, kteří mají smíšený evropský a americký původ.
- Černoši, hlavně s původem v Západní Africe.
- Mulati, kteří mají smíšený černošský a evropský původ.
- Zambové (španělsky) a Cafuzové (portugalsky), kteří mají smíšený černošský a indiánský původ.
- Asiaté, kteří mají původ ve Východní, Jižní nebo Jihovýchodní Asii.
- Lidé z Blízkého východu.
- Američtí Asiaté, kteří mají smíšený asijský a americký původ.

### Náboženství
Převažující náboženství v Americe jsou následující:
- Křesťanství (Severní Amerika: 85 %; Jižní Amerika: 93 %)
  - Římské katolictví (vyznávané 85 % Mexickým obyvatelstvem, asi 24 % obyvatel USA a více než 40 % obyvatel Kanady).
  - Protestantství (vyznávané nejvíce v USA, kde protestanti tvoří polovinu obyvatelstva, a v Kanadě, kde tvoří o trochu více než čtvrtinu populace).
  - Pravoslaví (nejvíce se nachází v USA, kde ho vyznává asi 0,5 %, a Kanadě, kde je to nejrychleji se rozšiřující křesťanská skupina a vyznává ho tam zhruba 3 % populace).
  - Ostatní křesťanství a necírkevní křesťanství (v USA se vyskytuje asi 1000 křesťanských vyznání a sekt).
- Ateismus (hlavně v Severní Americe — ateisté tvoří 16 % obyvatelstva Kanady, 12 % obyvatelstva USA a méně než 5 % obyvatelstva Mexika; v Jižní Americe jsou asi 4 % obyvatel ateisté)
- Judaismus (vyznávaný 2 % obyvatelstva Severní Ameriky — asi 2,5 % obyvatel USA a 1,2 % Kanaďanů; v Latinské Americe 0,23 % — nejvíce v Argentině, kde 200 000 obyvatel jsou Židé)
- Islám (1,9 % (600 000) Kanaďanů, 0,6 % (1 820 000) obyvatel USA a 0,2 % (<250 000) Mexičanů. Dohromady islám vyznává asi 0,5 % populace Severní a 0,3 % populace Latinské Ameriky. Mezi města Severní Ameriky, kde se nachází mnoho muslimů, patří Toronto, Filadelfie, Detroit a New York.)

Mezi další víry patří sikhismus, buddhismus, hinduismus a v malých počtech bahá'í a animismus.

### Jazyky

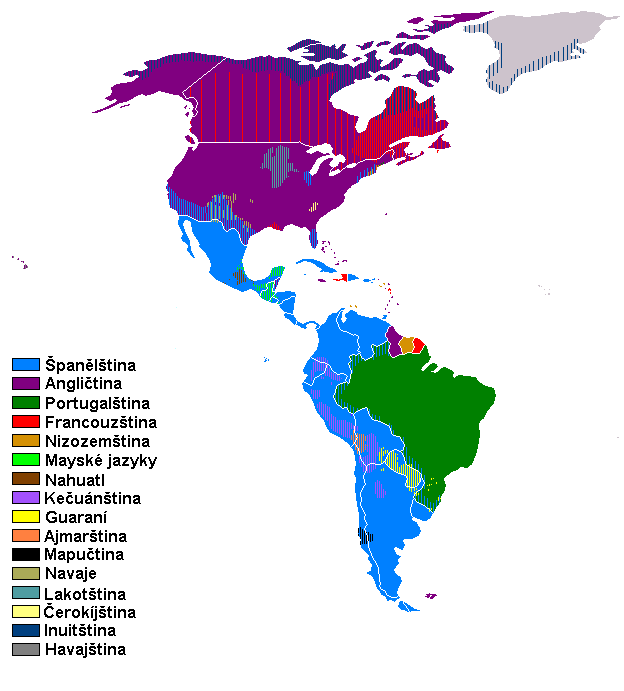
Jazyky v Americe

V Americe se mluví mnoha jazyky. Některé mají evropský původ, některými mluví domorodci a některé jsou ovlivněny cizími jazyky. Převažujícím jazykem v Latinské Americe je španělština, i když v největším státu Latinské Ameriky, Brazílii, se mluví portugalsky. Vyskytují se zde i regiony, které mluví francouzsky, nizozemsky a anglicky, jako třeba Francouzská Guyana, Surinam a Belize, a na Haiti převažuje haitská kreolština. Indiánskými jazyky se mluví mnohem více v Latinské Americe než v Angloamerice a mezi nejčastější patří nahuatl, kečuánština, ajmarština a guaraní. Několika dalšími indiánskými jazyky se v menší míře mluví v Latinské Americe i Angloamerice. V Latinské Americe se mluví také dalšími kreolskými jazyky.
Jak už název napovídá, v Angloamerice převládá angličtina. V Kanadě se mluví i francouzsky, kdy tento jazyk převládá v Québecu. Je také důležitým jazykem v Louisianě. Španělsky se hodně mluví na jihozápadě USA, který byl součástí Místokrálovství Nové Španělsko, a to hlavně v Kalifornii a v Novém Mexiku. V současné době se v důsledku imigrace z Latinské Ameriky mluví španělsky po celých Spojený státech. Imigrace všeobecně do Angloameriky přinesla jazykovou diverzitu, jenom v USA existuje asi 300 jazyků, ale většinou z nich se mluví jen mezi malými skupinami imigrantů.
Guyana, Surinam a Belize se většinou nepočítají ani do Angloameriky, ani do Latinské Ameriky, protože jsou jazykově odlišné od Latinské Ameriky, geograficky mimo Angloameriku a kulturně odlišné od obou těchto regionů. V Guayaně a Belize je hlavním jazykem angličtina a v Surinamu nizozemština.
- Španělština: zhruba 310 milionů lidí
- Angličtina: zhruba 300 milionů lidí
- Portugalština: zhruba 185 milionů lidí
- Francouzština: zhruba 12 milionů lidí
- Kečuánština: 10-13 milionů lidí
- Guaraní: zhruba 6 milionů lidí
- Čínština: zhruba 5 milionů lidí
- Italština: zhruba 4 miliony lidí
- Němčina: zhruba 2,2 milionů lidí
- Ajmarština: zhruba 2,2 milionů lidí
- Mayské jazyky: zhruba 1,9 milionů lidí
- Nahuatl: zhruba 1,5 milionů lidí
- Tagalog: zhruba 1,5 milionů lidí
- Vietnamština: zhruba 1 milion lidí

## Základní údaje
- Rozloha: 42 549 000 km²
- Nejvyšší bod: Aconcagua (6 961 m)
- Nejdelší řeka: Amazonka (7025 km)
- Největší jezero: Hořejší (82 100 km²)
- Počet obyvatel: 1 001 500 000 (2018)
- Největší ostrov: Grónsko (2 166 086 km²)
- Největší stát: Kanada (9 984 670 km²)

## Kolokviální užití názvu
Pojem Amerika se v češtině (obdobně jako v jiných jazycích) v neformálním projevu obecně používá jako označení pro Spojené státy americké. Američan je běžné označení jak pro obyvatele kontinentu, tak pro občana Spojených států amerických.[zdroj⁠?!]

## Nezávislé státy

### Severní Amerika
- Kanada
- Mexiko[pozn. 1]
- Spojené státy americké

### Střední Amerika
- Belize
- Guatemala
- Honduras
- Kostarika
- Nikaragua
- Panama
- Salvador

### Karibik
- Antigua a Barbuda
- Bahamy
- Barbados
- Dominika
- Dominikánská republika
- Grenada
- Haiti
- Jamajka
- Kuba
- Svatá Lucie
- Svatý Kryštof a Nevis
- Svatý Vincenc a Grenadiny
- Trinidad a Tobago

### Jižní Amerika
- Argentina
- Bolívie
- Brazílie
- Ekvádor
- Guyana
- Chile
- Kolumbie
- Paraguay
- Peru
- Surinam
- Uruguay
- Venezuela

## Závislá území

### Dánské království
- Grónsko

### Francie
- Francouzská Guyana
- Guadeloupe
- Martinik
- Saint Pierre a Miquelon
- Svatý Bartoloměj
- Svatý Martin

### Nizozemské království
- Aruba
- Curaçao
- Karibské Nizozemsko
  -  Bonaire
  -  Saba
  -  Svatý Eustach
- Svatý Martin

### Spojené království
- Anguilla
- Bermudy
- Britské Panenské ostrovy
- Falklandy
- Jižní Georgie a Jižní Sandwichovy ostrovy
- Kajmanské ostrovy
- Montserrat
- Turks a Caicos

### Spojené státy americké
- Americké Panenské ostrovy
- Portoriko

## Regionální spolupráce
Na území amerického kontinentu působí hned několik mezistátních organizací, spolků apod. Jednotlivá uskupení států se zaměřují např. na politickou integraci, obchodní záležitosti, odstraňování chudoby, spolupráci v boji s terorismem apod.
- OAS - Organizace amerických států
- USMCA - Dohoda USA–Mexiko–Kanada
- DR-CAFTA - Smlouva o volném obchodu mezi Střední Amerikou, Dominikánskou republikou a Spojenými státy americkými
- SICA - Středoamerický integrační systém
- CARICOM - Karibské společenství
- OECS - Organizace východokaribských států
- MERCOSUR - Společný trh jihu
- CAN - Andské společenství
- UNASUR - Unie jihoamerických národů
- ALBA - Bolívarská aliance pro Ameriku